# Miha Zajc (Eishockeyspieler)
Miha Zajc (* 8. Dezember 1996 in Ljubljana) ist ein slowenischer Eishockeyspieler, der seit 2020 beim HK Olimpija aus der Österreichischen Eishockey-Liga unter Vertrag steht und dort auf der Position des Stürmers spielt. Sein Vater Bojan ist als Trainer im Eishockeysport aktiv und war früher slowenischer Nationalspieler, sein Bruder Jure spielte ebenfalls Eishockey.

## Karriere
Miha Zajc spielte zunächst beim HK MK Bled in der slowenischen U20-Liga. Im Alter von 18 Jahren wechselte er in seine Geburtsstadt Ljubljana zum HK Olimpija, wo er ebenfalls in der slowenischen U20-Liga und zudem in der österreichischen Erste Bank Young Stars League auf dem Eis stand. Zwei Tage vor seinem 17. Geburtstag verließ er seine Heimat und schloss sich dem EC Bad Tölz aus der Deutschen Nachwuchsliga an. 2014 wagte er den Sprung über den Großen Teich und spielte je eine Spielzeit für die Des Moines Buccaneers aus der United States Hockey League und Austin Bruins aus der North American Hockey League.
Im Sommer 2016 kehrte Zajc nach Ljubljana zurück und spielte dort zunächst für den HDD Olimpija Ljubljana in der Österreichischen Eishockey-Liga. Nach der Insolvenz des HDD Olimpija ging er zu seinem Jugendklub HK Olimpija zurück, der nunmehr in der Alps Hockey League spielte. 2019 gewann er mit dem Klub diese Liga, wobei er im entscheidenden siebten Finalspiel das Siegtor gegen den HC Pustertal erzielte. Im selben Jahr wurde er mit dem HK Olimpija auch Slowenischer Meister und Pokalsieger. Nach diesem Erfolg wechselte er zum HC Innsbruck in die Österreichische Eishockey-Liga, kehrte aber bereits 2020 zum HK Olimpija zurück. Nachdem er mit den Hauptstädtern 2021 erneut die Alps Hockey League gewinnen konnte, wechselte er zur Folgesaison mit dem Klub in Österreichische Eishockey-Liga. 2022 und 2023 gelang ihm mit dem HK Olimpija der erneute Doublesieg aus slowenischer Meisterschaft und Pokal. 2024 gewann er zudem eine weitere Meisterschaft.

### International
Zajc nahm im Juniorenbereich an der U18-Weltmeisterschaft der Division I 2014 teil und der U20-Weltmeisterschaft der Division I 2016 teil.
Zu seinen ersten Einsätzen in der slowenischen A-Nationalmannschaft kam er in der Spielzeit 2016/17. Bei den Weltmeisterschaften 2019 und 2022 spielte er für Slowenien in der Division I und 2023 in der Top-Division. Zudem vertrat er seine Farben bei den Qualifikationsturnieren für die Olympischen Winterspiele in Peking 2022.

## Erfolge und Auszeichnungen
- 2019 Gewinn der Alps Hockey League mit dem HK Olimpija
- 2019 Slowenischer Meister und Pokalsieger mit dem HK Olimpija
- 2021 Gewinn der Alps Hockey League mit dem HK Olimpija
- 2022 Slowenischer Meister und Pokalsieger mit dem HK Olimpija
- 2022 Aufstieg in die Top-Division bei der Weltmeisterschaft der Division I, Gruppe A
- 2023 Slowenischer Meister und Pokalsieger mit dem HK Olimpija
- 2024 Slowenischer Meister mit dem HK Olimpija

## Karrierestatistik
Stand: Ende der Saison 2023/24

### International
Vertrat Slowenien bei:
| - U18-Junioren-Weltmeisterschaft der Division IB 2014 - U20-Junioren-Weltmeisterschaft der Division IB 2016 - Weltmeisterschaft der Division IA 2019 - Qualifikationsturnier für die Olympischen Winterspiele 2022 | - Qualifikationsturnier für die Olympischen Winterspiele 2022 - Weltmeisterschaft der Division IA 2022 - Weltmeisterschaft 2023 |

(Legende zur Spielerstatistik: Sp oder GP = absolvierte Spiele; T oder G = erzielte Tore; V oder A = erzielte Assists; Pkt oder Pts = erzielte Scorerpunkte; SM oder PIM = erhaltene Strafminuten; +/− = Plus/Minus-Bilanz; PP = erzielte Überzahltore; SH = erzielte Unterzahltore; GW = erzielte Siegtore; 1 Play-downs/Relegation; Kursiv: Statistik nicht vollständig)